# Idesbald Eicheler
Idesbald Eicheler OCist (* 5. Dezember 1896 in Antwerpen als Josef Eicheler; † 6. Juli 1971 in Windeck, Ortsteil Dattenfeld) war ein deutscher Zisterzienserabt der Abtei Marienstatt und Ordenshistoriker.

## Leben
Josef Eicheler, dessen Vater ein aus dem Westerwald stammender Kaufmann war, besuchte das Private Gymnasium Marienstatt in der Abtei Marienstatt und ein Gymnasium in Hadamar, nahm am Ersten Weltkrieg teil und trat 1922 in das Zisterzienserkloster Marienstatt ein, das er von der Schule her kannte. Er nahm den Ordensnamen Idesbald an (nach dem Zisterzienser Idesbald von Dünen, 1090–1167, aus dem heute belgischen Kloster Ten Duinen). 1926 wurde er zum Priester geweiht und setzte sein Theologiestudium an der Universität Freiburg in der Schweiz fort. Dort wurde er 1930 mit einer Dissertation über Die Kongregationen des Zisterzienserordens. Ursprung der Zisterzienserkongregationen und ihr Verhältnis zur Verfassung und zum Generalkapitel des Ordens promoviert.
1936 wurde Idesbald Eicheler als Nachfolger von Eberhard Hoffmann zum 50. Abt von Marienstatt gewählt. Im Januar 1971 legte er sein Amt nieder. Er starb ein halbes Jahr später.